# Хлеммур
Хлеммур — це автобусна станція в Рейк'явіку, Ісландія. Вона розташована у східній частині центру міста. Станом на 2024 рік, її реконструювали як пересадочну станцію для проєкту мережі швидкісного автобуса Borgarlína.

## Історія
Будівлю автостанції було споруджено в 1978 році як головний автовокзал і пересадочну станцію центрально-східного Рейк'явіка.
Від часу побудови, Хлеммур був головним пересадочним вузлом транспортного оператора Strætó bs у центрі міста. Іншою великою пересадочною станцією в центрі Рейк'явіка є Lækjartorg. У Хлеммурі зупинялись автобуси №№ 1, 2, 3, 4, 5, 6, 11, 12, 13, 14, 15, 16, 17 і 18, а також нічні маршрути 103, 104 і 105.
Крім того, з 1980-х років Хлеммур став одним із головних місць зустрічей молодих панків, яких стали називати «Хлеммарі». Серед них був і майбутній мер міста (2010–14) Йон Ґнарр, а також депутатка парламенту (2009–17) Біргітта Йоунсдоттір.

## Реконструкції станції
У 2017 будівлю автостанції перетворили на фудхол, однак прилеглі автобусні платформи продовжували використовуватись аж до 2024, коли розпочалась велика реконструкція для мережі швидкісного автобуса Borgarlína.
У майбутньому Хлеммур має стати вузловою станцією в новій мережі. Поки що автобуси перекеровуються іншими шляхами навколо площі.

## Згадки в культурі
У 2002 році про автостанцію було знято документальний фільм  Hlemmur (англійською відомий як Last Stop — «Кінцева зупинка»). Стрічка розповідає історії життя безхатьків, які проводили час усередині та поблизу автобусної станції.